# Rudolf Schweitzer–Cumpăna
Rudolf Schweitzer–Cumpăna (n. 7 mai 1886, Pitești, România – d. 17 februarie 1975, București, România) a fost un pictor și grafician, român de origine germană.

## Viața
Pictorul s-a născut la 7 mai 1886 în Pitești, urmând aici școala primară, în perioada 1893-1897, apoi Liceul Nicolae Bălcescu, actualul Colegiu Național „Ion. C. Brătianu”, între anii 1897-1904. 
În toamna anului 1904, pleacă la Berlin la Academia Regală de Arte frumoase unde urmează șase luni cursurile profesorului Adolf Schlabitz, studiind pictura cu Erich Hancke, Arthur Kampf și Anton Alexander von Werner.
În anul 1909 revine în țară pentru satisfacerea stagiului militar și expune sporadic în librăriile din Pitești. 
„La împlinirea vârstei de 25 de ani, în anului 1911, expune pentru prima oară la Salonul Oficial din București, trei lucrări. Timp de aproape 65 de ani, până la trecerea sa în neființă, la 89 de ani, în 1975, va fi o prezență vie la toate manifestările artistice din țară și de peste hotare, mai ales în anii interbelici, cu peste 30.000 de lucrări de pictură și grafică realizată de-a lungul vieții”. 
La 23 februarie 1922 devine membru al Sindicatelor Artelor Frumoase și inaugurează o expoziție personală la Ateneul Român în perioada 12-30 noiembrie cu 140 lucrări. 
În anul 1925 participă cu lucrări (nr. 53 „Portret de țăran” și nr. 54 „La țară”) la expoziția de Artă Română veche și modernă, organizată la Musée du Jeu de Paume la Paris, 25 mai - 1 august 1925. În ianuarie deschide o expoziție la Ateneu. 
În anul 1926 are parte de o expoziție personală la Craiova și o a doua expoziție personală în sălile Ateneului Român din București, unde expune 124 lucrări de pictură și grafică.  
În anul 1929, pictorul face, timp de 3 luni, o călătorie de studii și documentare în Macedonia, Grecia și Turcia. În luna noiembrie deschide la Sala Ileana o expoziție personală cu 140 de lucrări, 113 uleiuri și 27 desene, acuarele și pasteluri realizate în cursul acestei călătorii și în țară. 
În perioada 1931-1932, face o călătorie de studii la Paris, unde prezintă trei lucrări la Expoziția Artiștilor Francezi, printre acestea numărându-se și tabloul „La țară”. 
Între 1933 și 1941, Rudolf Schweitzer-Cumpăna organizează expoziții personale la Sala Dalles, cu 130 de lucrări, picturi în ulei și acuarele din Paris. 
În anul 1957, cu prilejul împlinirii vârstei de 70 de ani, Muzeul Național de Artă organizează în februarie, la Sala Dalles, o expoziție retrospectivă, la care figurează 85 lucrări de pictură și 74 acuarele și desene. 
În anul 1969, sub egida Comitetului de Stat pentru Cultură și Artă se organizează o amplă expoziție cu caracter retrospectiv la Râmnicu Vâlcea și Piatra Neamț. 
În ianuarie-februarie 1971, se desfășoară o expoziție retrospectivă la Craiova cu 63 de picturi și o retrospectivă Schweitzer-Cumpăna 70 de lucrări (ulei și grafică). 
La 17 februarie 1975 se stinge din viață, la București. 

## Opera
Se disting două mari etape în opera pictorului Rudolf Schweitzer-Cumpăna. Prima, timp de 40 de ani, între 1911 și 1951, când se afirmă la mari expoziții, bucureștene, la Ateneul Român, la Sala Dalles, dar și peste hotare, la Paris, în 1931, cu o expoziție personală de 38 tablouri. La 40 de ani, în 1926, devine membru societar la „Tinerimea Română”, care reunea pe cei mai de seamă artiști-pictori, graficieni-ai timpului. În 1927 s-a mutat definitiv la București, cu atelierul său în strada General Budișteanu, nr. 30, iar din 1936, până la sfârșitul vieții, în locuința sa proprie din strada Buiestrului nr. 3 bis (cartier Floreasca).
A doua etapă, timp de aproape 25 de ani, între 1951 și 1975, când, în 1951, este numit profesor la fostul Institut de Arte Plastice „Nicolae Grigorescu” (azi Academia de Arte) și devine membru al Uniunii Artiștilor Plastici. În 1957, cu prilejul împlinirii vârstei de 70 de ani (la 7 mai 1956), Muzeul de Artă din Capitală organizează la Sala Dalles prima expoziție retrospectivă Schweitzer-Cumpăna, reunind 278 lucrări de pictură, și 159 de grafică. Cu același prilej i se conferă titlul de Maestru Emerit al Artei. La 75 de ani, în 1961, a donat urbei sale natale, Pitești, nu mai puțin de 147 lucrări de pictură și grafică.
Înzestrat desenator, având un ascuțit spirit de observație, Rudolf Schweitzer-Cumpăna a pictat portrete, peisaje și mai ales scene din viața țărănească, în tehnici diferite (ulei, acureală și desen, de predilecție în cărbune) într-o viziune realistă. În pictură, el urmărește construcția formelor în relief, modelând pasta, uneori excesiv de abundentă. Paleta sa este caldă, în tonalități grave și profunde. În ultima parte din viață, el a fost preocupat de rolul luminii în pictură și a manifestat o tendință accentuată pentru precizarea formei („Autoportret”, „Portret de bărbat”, „Capre în soare”).
Valoarea deosebită a lucrărilor sale de pictură și grafică a fost semnalată și recunoscută, chiar de la început, de către mari personalități ale culturii române, precum Nicolae Iorga, Elena Văcărescu, Victor Eftimiu, Corneliu Baba, George Oprescu, Nicolae Tonitza, Francisc Sirato, Tudor Arghezi, Lucia Dem. Bălăcescu și mulți alții.

## Distincții
- Ordinul Muncii clasa a III-a (9 iunie 1954) „pentru merite deosebite în domeniul artelor plastice”[4]
- titlul de Maestru emerit al artei din Republica Populară Romînă (15 mai 1957) „pentru merite deosebite în activitatea artistică, pedagogică, precum și în munca din alte domenii ale culturii”[5]
- Ordinul „Meritul Cultural” clasa a II-a (1968) „pentru activitate deosebită în domeniul artelor plastice”[6]

## Citate
„În prăvălia unui negustor de tablouri din Calea Victoriei, în fața străzii Fântânii, expune sfios d. R. Schweitzer. Nu sunt multe la număr lucrările pe care d-sa le scoate în public, dar sun suficient de elocvente pentru a demonstra în tânărul expozant un talent ce merită luarea aminte. Cu tot numele său nemțesc, care ar putea să-i pricinuiască oarecari inconveniențe, dl. Schweitzer are o inspirație rustică foarte românească, am putea zice exclusiv țărănească. Firește, n-ar fi deajuns artisticește, dacă ar fi numai atât. Dar e deajuns ca, dovedindu-i preferințele, să-i facă numele simpatic.  În plus, d. Schweitzer are lucrul principal: însușirea artistică. Pastă suculentă, din belșug, aruncată cu o siguranță remarcabilă și care împrumută figurilor o impresie de robust și solid; o tonalitate suficient de personală pentru un tânăr expozant lucruri care pierd din pricina luminii nevaforabile a prăvăliei în care sunt așezate pânzele. Dintre ele subliniem cele două peisaje de iarnă, de un colorit sigur, afirmativ și original, de un sentiment comunicativ care trădează un temperament destul de viguros. Cel care a izbutit să dea lucruri de felul acesta dovedește cu ele posibilități viitoare, care, la vremea lor, vor aduce tânărului artist nume vrednic de ținut în seamă.”
 (Nichifor Crainic).
 
„E un zbucium în acest suflet cu totul original, capabil de opere mari, un zbucium onest și fecund. Nimic din ce face nu e ca la alții dar nu pentru că o voiește, ci pentru că e o necesitate absolută a sufletului său (...). De la acest pictor putem aștepta o nouă formulă a realităților pământului nostru.”
 (Nicolae Iorga ).
„Căci Dl. Schweitzer-Cumpăna este un talent adevărat cu desen viguros și culori împerecheate original din ale cărui lucrări se desprinde o mare speranță pentru cei ce vor să vadă în Dl. Cumpăna o figură din cele mai interesante ale artei nostre plastice.”
 (Victor Eftimiu).
„Nenumărați artiști străini s-au priceput să însuflețească sub ochii parizienilor farmecul și vraja patriei lor. Nu știu să fi reușit cineva mai bine ca dl. Schweitzer-Cumpăna. Realist, căutând doar acea desfătare a adevărului ce constituie marea voluptate a artistului, Dl. Cumpăna ne oferă o seamă de pânze frământate și radioase, cărora Orientul le împrumută lumina lui cu luciri argintii și în care viața de fiece zi a țăranului ni se înfățișează cu toată blândețea ei frustă.”
 (Elena Văcărescu, Paris)
„„Realist, căutând doar acea desfătare a adevărului ce constituie marea voluptate a artistului, Dl. Cumpăna ne oferă o seamă de pânze frământate și radioase, cărora Orientul le împrumută lumina lui cu luciri argintii și în care viața de fiece zi a țăranului ni se înfățișează în toate blândețea ei frustă”.”

## Lucrări ale lui Rudolf Schweitzer–Cumpăna în muzee
Operele lui Rudolf Schweitzer–Cumpăna se află în următoarele colecții de stat și particulare:
- Universitatea de Artă, Berlin (UdK)
- Muzeul National de Artă, București
- Muzeul Municipiului București
- Muzeul Brukenthal, Sibiu
- Muzeul de Artă, Timișoara
- Muzeul de Artă, Cluj
- Muzeul Judetean Arges, Pitești
- Muzeul Alba Iulia
- Muzeul de Artă, Iași
- Colecția Vasile Parizescu si alte colecții particulare din România, Franța, Germania, Belgia, Anglia

## Moștenire
- Există o fundație "Rudolf Schweitzer-Cumpăna" cu filiale la Berlin și Pitești.[11]